# Eumerus feae
Eumerus feae là một loài ruồi trong họ Ruồi giả ong (Syrphidae). Loài này được Bezzi mô tả khoa học đầu tiên năm 1912. Eumerus feae phân bố ở vùng Châu Phi